# Hawo Tako
Xawa Cusman hay Xawa Taako tiếng Ả Rập: حواء عثمان تاكو) (thập niên 1930 - 1948) là một người theo chủ nghĩa dân tộc Somalia đầu thế kỷ 20.

## Tiểu sử
Taako tham gia vào cuộc bạo loạn năm 1948 tại Mogadishu sau chuyến thăm của Ủy ban Bốn cường quốc, nơi cô bị giết.